# Saint-Émiland
Saint-Émiland è un comune francese di 325 abitanti situato nel dipartimento della Saona e Loira nella regione della Borgogna-Franca Contea.

## Società

### Evoluzione demografica
Abitanti censiti